# (4944) Kozlovskij
(4944) Kozlovskij (1987 RP3) – planetoida z pasa głównego asteroid okrążająca Słońce w ciągu 4,55 lat w średniej odległości 2,74 j.a. Odkryta 2 września 1987 roku.